# 一国平均役
一国平均役（いっこくへいきんやく）は、中世の日本において、朝廷の認可のもと、一国単位において、原則として荘園・公領を論ぜず、臨時に賦課された租税・課役である。認可を受けた国司は、公領からだけではなく、荘園からの徴税も許され、一つの国で平均（一律的）に賦課されることから一国平均役と呼称される。

## 沿革

### 国宛
9世紀～10世紀ごろ、律令制の解体にともなって、律令上の租税体系である租庸調制も次第に崩壊し、官物・雑役へと変質していった。その中で、朝廷は、臨時的な事業（造営や儀式など）に係る財源を確保する必要に迫られていた。
そこで、10世紀ごろから、臨時の事業の費用を賄うため、ある国が料国（りょうごく）として指定されて負担が割り当てられるようになった。これを国宛（くにあて）と呼ぶ。国宛によって料国とされた国司は国内の正税や不動穀の中から財源を捻出していたが、10世紀後期には正税や不動穀も不足して制度自体が崩壊していくようになった。
そこで国司は公田を対象として臨時雑役を課するようになった。こうした臨時雑役は、例えば、造内裏役、大嘗会役、役夫工米、造国分寺役、造一宮役などが代表的であり、当時は、勅事国役や院事国役などと呼ばれていた。

### 一国平均役の成立
しかし、国衙領などの公領を対象とした徴収は、田租納入が免除された不輸荘園が拡大し国衙領自体が減少していたことから不足し、国司は新たに不輸荘園にも雑役を課し捻出を図った。対抗して不輸荘園は回避すべく、有力貴族に働きかけて雑役免除の太政官符・宣旨を獲得していたが、国司側もさらに一国平均の雑役賦課を上級官庁へ申請し、認可を受けることで不輸荘園へ対抗していった。
一国平均役の成立時期については様々な議論がある。1031年（長元4年）に宮城大垣修造に際して尾張国に対して一国平均役が認められた（『小右記』同年9月14日条）のが記録上最古の例であるが、造内裏役での初例は1040年（長久元年）、役夫工米での初例は1096年（永長元年）、御願寺造営での初例は1102年（康和4年）の尊勝寺造営、大嘗会役での初例は1142年（康治元年）と、一国平均役が導入された時期にはバラつきがある。造内裏役に限定すれば、後三条天皇の1071年（延久3年）の造営を機に一国平均役が制度として確立されたものと考えるのが妥当である。だが、他の造営・儀式では導入された先例はあっても限定的に認められるだけでまだ制度化には至らないもの、そもそも一国平均役そのものがこの時期にはまだ導入されていなかったものもあり、造内裏役の例をもって全ての造営・儀式における一国平均役の制度化とみなすことには問題がある。また、受領の申請に対して一国平均役を認可するという体裁は変化しておらず、後世にみられる朝廷が能動的に賦課する一国平均役はこの段階では存在しなかった。11世紀の段階では内裏造営など料国の負担が重い事業に関して一国平均役が認められるようになり、諸国で正税・不動穀の蓄えがほとんど失われ、済物納入が滞るようになる11世紀末から12世紀にかけて負担の軽い事業に対しても一国平均役が導入されたとみられている。12世紀前半には「勅事」「院事」などの言葉が国司や荘園領主・在地領主の間で用いられ、一国平均役を国家から荘園に対する租税とみなすようになった。そして、名実ともに一国平均役が制度として確立されたのは、1157年（保元2年）の内裏造営がきっかけであったとみられている。この直前に保元新制を出した後白河天皇は自らを全ての公領・私領の支配者と位置づけ、その理念のもとに従来は認可の宣旨を出すのみであった一国平均役に対して、初めて朝廷側から賦課する宣旨を発給し始めたのである。なお、この際に後白河天皇は負担を拒む荘園に対しては、荘園の没収や領家の交替を命じると威嚇している（東大寺文書「保元二年三月日造内裏行事所切符」（『平安遺文』2877号）。
一国平均役には必ず朝廷の認可を受けて一国平均役を命じた宣旨の発給を必要としていたが、これは不輸荘園の中には朝廷から直接不輸の認定を受けた官省符荘も含まれていたことによる。また、こうした造営や儀式の負担は本来は公領からの官物から負担すべきものであり、一国平均役は臨時の措置であった。そのため、国司側が官物からの負担で賄える場合には申請を行わないケースもあった。また、朝廷が能動的に一国平均役の宣旨を出すようになると、朝廷の行事所が荘園領主や在地領主に対して直接納付を命じる事例や荘園領主側が一括して京済する事例も登場する。反対に一国平均役の免除を希望するの場合は、免除を希望する荘園領主側から免除の申請を行う必要があり、個別の免除には官宣旨、王家領などを対象とした一括の免除には太政官符・太政官牒の発給を伴う免除の認可を必要とした。また、一国平均役の賦課は、国衙が作成した国内の土地台帳である大田文を基にして実施された。大田文の成立には、一国平均役との強い関連が想定されている。
平安最末期の治承・寿永の乱において、平氏政権は諸国から兵粮米を賦課しているが、これも一国平均役として認識されていた。平氏政権はまた、墨俣川の戦いに備えて、伊勢国へ水夫と船の雑役を課しており、宣旨が国司へ発出されてから10数日の内に水夫と船の徴発が完了している。このことから、一国平均役の賦課に即応できる体制が、諸国において構築されていたと見られている。鎌倉幕府が成立すると、朝廷は源頼朝に対して東大寺再建の勧進事業推進を名目に一国平均役の徴収の権限を与える建久四年五月宣旨を出した。これによって朝廷は幕府の力を背景に確実な徴収が望めるようになり、また朝廷に代わって幕府による一国平均役の賦課も行われるようになった。
鎌倉時代には、国司に代わって守護が国衙を掌握するケースが多くなり、幕府による一国平均役の賦課の背景となった。室町時代になると、一国平均役は、守護の段銭（たんせん）という形に変質し、守護領国形成に影響を与えた。